# باب الاهجر (شبام كوكبان)

تعديل مصدري - تعديل

باب الاهجر هي إحدى قرى عزلة الأهجر بمديرية شبام كوكبان التابعة لمحافظة المحويت، بلغ تعداد سكانها 647 نسمة حسب تعداد اليمن لعام 2004.